# 三穂田町川田
三穂田町川田（みほたまち かわた）は、福島県郡山市の大字および町丁である。郵便番号は963-0121。

## 地理
郡山市南西部の行政区である三穂田町に属する。北で大槻町、東で安積町成田、南で安積町牛庭、南西で三穂田町野田、西で三穂田町駒屋とそれぞれ隣接する。字を持つ大字であるが、中央部の田園地帯の多くが字を持たない町丁となっており、北西から南へ一～四丁目が設置されている。概ね市町村制施行以前の安積郡川田村の流れを汲む地域である。一級水系阿武隈川水系笹原川左岸中流域、右岸支流西ノ川流域や南川放水路右岸域の平地範囲とする。全域にわたり農地が広がり、中央部の笹原川の北側に中心集落が位置する。南北に東北自動車道が貫き、郡山南インターチェンジが設置され、アクセス改善のためにバイパス化された福島県道47号郡山長沼線（郡山南インター線）が東西に横断する。三穂田町富岡に所在する郡山警察署三穂田駐在所、および大槻町に所在する郡山消防署大槻基幹分署がそれぞれ管轄にあたる。

### 主な字
字
- 沢目木
- 西白幡
- 渋染
- 藤ノ木
- 東藤ノ木
- 新田
- 胎ノ内

- 鍜治田
- 元前田
- 東
- 舘
- 北
- 地蔵橋
- 柿ノ木

- 北神子内
- 日向
- 日向前
- 北宿
- 小樋
- 東高野
- 白清水

- 犬ケ馬場
- 東上ノ台
- 御霊
- 大徳原
- 勝利ケ岡
- 新昭和

字の表記が無い地区
- 一～四丁目

### 河川・湖沼
一級水系阿武隈川水系
- 笹原川
  - 南川放水路
    - 渋川
      - 葉ノ木池

  - 西ノ川
    - 新池

## 歴史
- 1879年1月27日 -福島県内における郡区町村制の施行により、旧二本松藩領川田村が安積郡の村となる。
- 1889年4月1日 - 町村制の施行により川田村が成田村と合併し安積郡豊田村が発足する。旧村域は豊田村の大字となる。
- 1954年12月10日 - 永盛町との合併により安積町が発足し、安積町の大字となる。
- 1955年3月10日 - 安積町より分離したうえで三和村、穂積村との合併により三穂田村が発足し、三穂田村の大字となる。
- 1965年5月1日 - 三穂田村が郡山市、安積郡全町村および田村郡田村町と合併し新たな郡山市が設立され、郡山市の大字となる。

## 世帯数と人口
2024年1月1日現在の世帯数と人口は以下の通りである。
| 大字         | 世帯数  | 人口  |
| ------------ | ------- | ----- |
| 三穂田町川田 | 350世帯 | 970人 |

## 小・中学校の学区
市立小・中学校に通う場合、学区は以下の通りとなる。
| 番地             | 小学校                 | 中学校                 |
| ---------------- | ---------------------- | ---------------------- |
| 下記を除く全域   | 郡山市立安積第二小学校 | 郡山市立三穂田中学校   |
| 大徳原、北下河原 | 郡山市立安積第二小学校 | 郡山市立安積第二中学校 |

## 交通

### 道路
- 東北自動車道
  - 郡山南インターチェンジ
  - 安積パーキングエリア
- 福島県道47号郡山長沼線
  - 郡山南インター線
- 一級市道76号牛庭大槻線
  - コスモス通り

## 施設等
- 郡山市立安積第二小学校
- 三穂田郵便局
- セブンイレブン 郡山南インター店
- ミニストップ 郡山南インター店
- 白幡神社